# 中川維則

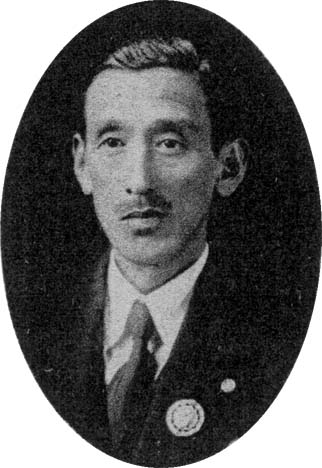
中川維則

中川 維則（なかがわ これのり、1881年（明治14年）6月 - 1945年（昭和20年））は、日本の鉱物学者。

## 経歴
神奈川県中郡旭村（現在の平塚市）出身。出縄善太郎の二男として生まれ、中川隣之助の養子となった。1904年（明治37年）、東京帝国大学工科大学採鉱冶金科を卒業し、農商務省東京鉱務署に勤務した。1908年（明治41年）、ドイツに留学。1910年（明治43年）、私立明治専門学校（現在の九州工業大学）教授嘱託となり、1921年（大正10年）に同校が文部省に移管されると教授に就任した。採鉱冶金科長を経て、1933年（昭和8年）からは校長を務めた。1941年（昭和16年）、退官。
その他、九州帝国大学講師、戸畑商工会議所顧問、海外鉱業協会仏印研究所長を務めた。